# 皮氏蚶蜊
皮氏蚶蜊（学名：Glycymeris pilsbryi），是魁蛤目蚶蜊科蚶蜊属的一种。主要分布于中国大陆，常栖息在潮下带。